# 모히토

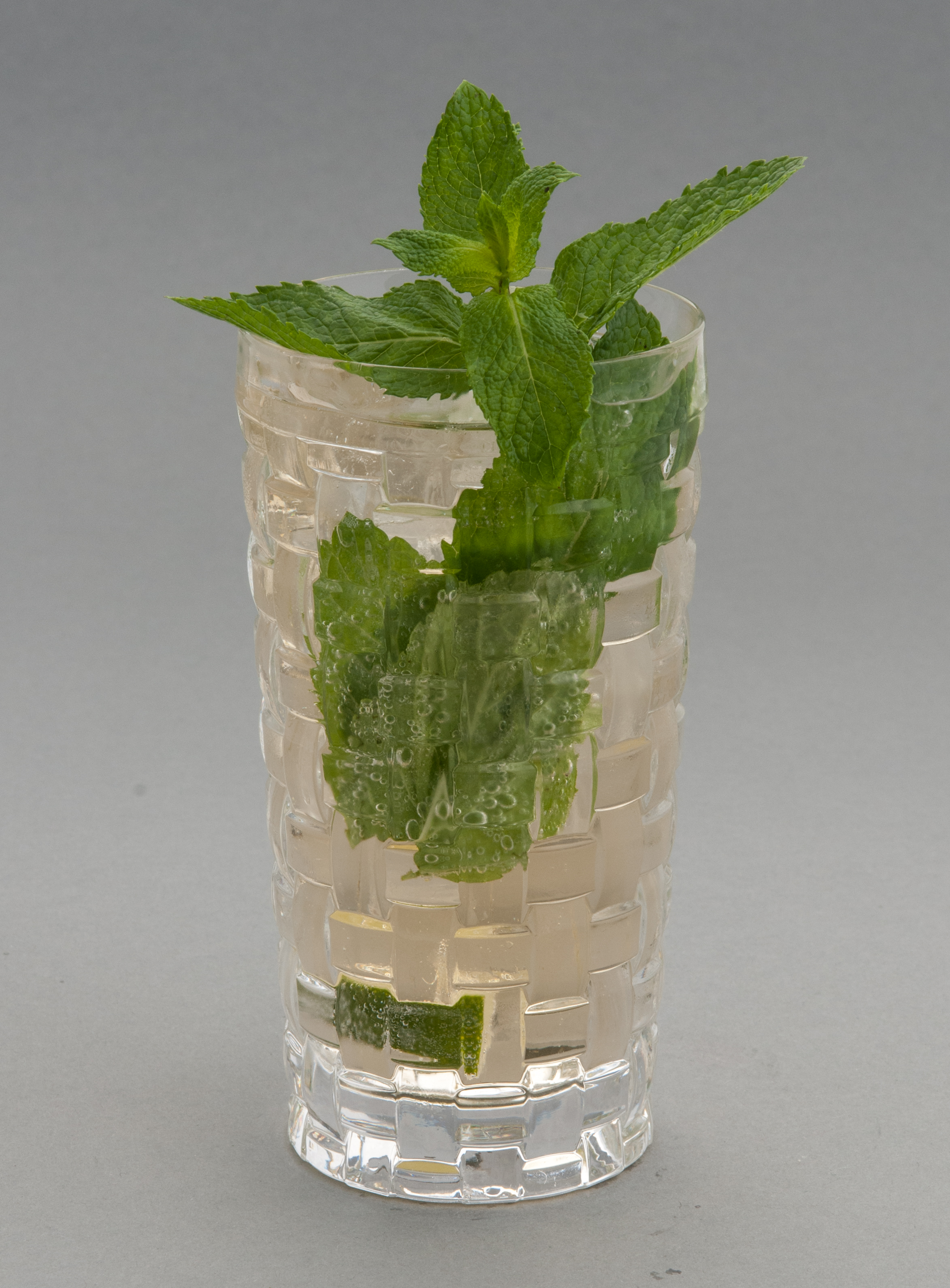
모히토

모히토(스페인어: mojito)는 럼 기반 하이볼로, 쿠바 아바나가 발상지이다. 화이트럼, 스피어민트, 얼음, 탄산수, 설탕(지역에 따라 설탕 시럽), 라임즙으로 만드는 칵테일이며 미국의 소설가이자 저널리스트였던 어니스트 헤밍웨이가 즐겨 마셨던 것으로 유명하다. 주술, 부적, 마법의 주문을 뜻하는 스페인어 mojo에서 유래하였다.

## 같이 보기
- 카이피리냐
- 민트 줄렙
- 그로그